# Jodacris carayoni
Jodacris carayoni är en insektsart som beskrevs av Christiane Amédégnato 1987. Jodacris carayoni ingår i släktet Jodacris och familjen gräshoppor. Inga underarter finns listade i Catalogue of Life.